# Blahodatne (Nowowolynsk)
Blahodatne (ukrainisch Благодатне; russisch Благодатное/Blagodatnoje) ist eine Siedlung städtischen Typs in der Ukraine mit etwa 4500 Einwohnern.

## Geographie
Sie liegt in der Oblast Wolyn und gehört verwaltungstechnisch zur Stadt Nowowolynsk, wird aber vollständig vom Rajon Iwanytschi umschlossen. Nowowolynsk liegt etwa 10 Kilometer nordwestlich, die Oblasthauptstadt Luzk etwa 76 Kilometer östlich. Die polnische Grenze verläuft im Westen in etwa 15 Kilometer Entfernung.
Am 12. Juni 2020 wurde die Siedlung ein Teil der Stadtgemeinde Nowowolynsk; bis dahin war sie ein Teil der Stadtratsgemeinde Nowowolynsk im Westen des Rajons Iwanytschi, jedoch kein Teil desselben.
Am 17. Juli 2020 wurde der Ort Teil des Rajons Wolodymyr.

## Geschichte
Der Ort wurde 1953 als Bergarbeitersiedlung für die nahegelegenen Kohleschächte Nr. 6 und Nr. 7 planmäßig unter sowjetischer Herrschaft auf dem Gemeindegrund von Bilytschi (Біличі) als Schowtnewoje bzw. ukrainisch Schowtnewe (Жовтневе) errichtet. Seit 1956 hat der Ort den Status einer Siedlung städtischen Typs, 1991 kam die Siedlung zur neu entstandenen Ukraine. Am 12. Mai 2016 wurde der Ort im Zuge der ukrainischen Dekommunisierung in Blahodatne umbenannt.
Heute existiert im Ort eine große Fabrik für Verpackungsmaterialien.